# 姜援朝
姜援朝（1953年—），山东沾化人。汉族。加入中国共产党。中共中央党校经济管理专业毕业。中国人民解放军少将。
2013年，卸任中国人民解放军石家庄陆军指挥学院政委。
2013年，当选第十二届全国人民代表大会解放军代表。